# Hector Hevel
Hector Hevel (Voorschoten, Países Bajos, 15 de mayo de 1996) es un futbolista neerlandés-malasio que juega como centrocampista en el Portimonense S.C. de la Liga Portugal 2. En marzo de 2025, fue convocado para representar a la Selección de fútbol de Malasia tras ser considerado elegible por ascendencia.

## Trayectoria
Es un jugador formado en la cantera del Voorschoten '97 y con apenas 8 años ingresó en las divisiones inferiores del ADO Den Haag. En la temporada 2014-15, tras acabar su etapa juvenil, hizo su debut con el primer equipo del ADO Den Haag.
Hevel jugaría en el ADO Den Haag hasta enero de 2017,  disputando un total de 11 partidos en la Eredivisie y 25 encuentros en la Europa League.
El 16 de enero de 2017, firma por el AEK Larnaca de la Primera División de Chipre. En las filas del conjunto chipriota estaría durante tres temporadas y media en las que participaría en 74 partidos con 5 goles aportados.
En la temporada 2017-18, lograría la Copa de Chipre y en 2018, la Supercopa de Chipre al vencer en los penaltis al APOEL Nicosia.
El 5 de octubre de 2020, firma por el F. C. Andorra de la Segunda División B de España. En la temporada 2020-21, participa en 14 partidos en los que anota 4 goles.
En la temporada 2021-22, lograría el ascenso a la Segunda División de España, tras acabar en primera posición del Grupo II de la Primera División RFEF. Su aportación sería de 31 partidos en los que anotaría seis goles.
En la temporada 2022-23, en su debut en la Segunda División de España disputa 39 partidos en los que anota un gol. 
El 29 de junio de 2023, firma por el F.C. Cartagena de la Segunda División de España.
El 1 de enero de 2024, el F.C. Cartagena llega a un acuerdo con el jugador para la rescisión de su contrato. 
El 4 de enero de 2024, firma por el Guangxi Pingguo Haliao de la China League One, la segunda división china.
A partir de febrero de 2025, Hevel firmó con el club portugués Portimonense S.C., donde ha disputado seis partidos en la Liga Portugal 2.

## Internacional
Ha sido internacional con la Selección de fútbol de Países Bajos en categorías inferiores (Sub-16 y Sub-20).
En marzo de 2025, se informó que Hevel había sido convocado a la Selección de fútbol de Malasia como jugador de ascendencia, debido a su elegibilidad por herencia. Su club, el Portimonense S.C., anunció su convocatoria en redes sociales, indicando que se uniría a la selección de Malasia para los próximos partidos internacionales.
El 19 de marzo de 2025, Hevel se unió oficialmente a la concentración de la selección en Johor Bahru junto con otro jugador de ascendencia, Gabriel Palmero. La Asociación de Fútbol de Malasia (FAM) confirmó su participación en la preparación del equipo para la tercera ronda de la Copa Asiática de la AFC.
Hevel hizo su debut internacional con Malasia el 25 de marzo de 2025, comenzando como mediocampista central en el partido de clasificación para la Copa Asiática de la AFC 2027 contra Nepal, donde también marcó su primer gol internacional.

## Clubes
| Club                   | País         | Periodo         |
| ---------------------- | ------------ | --------------- |
| ADO Den Haag           | Países Bajos | 2014-2017       |
| AEK Larnaca            | Chipre       | 2017-2020       |
| FC Andorra             | Andorra      | 2020-2023       |
| F.C. Cartagena         | España       | 2023            |
| Guangxi Pingguo Haliao | China        | 2024-actualidad |